# Danse médiévale

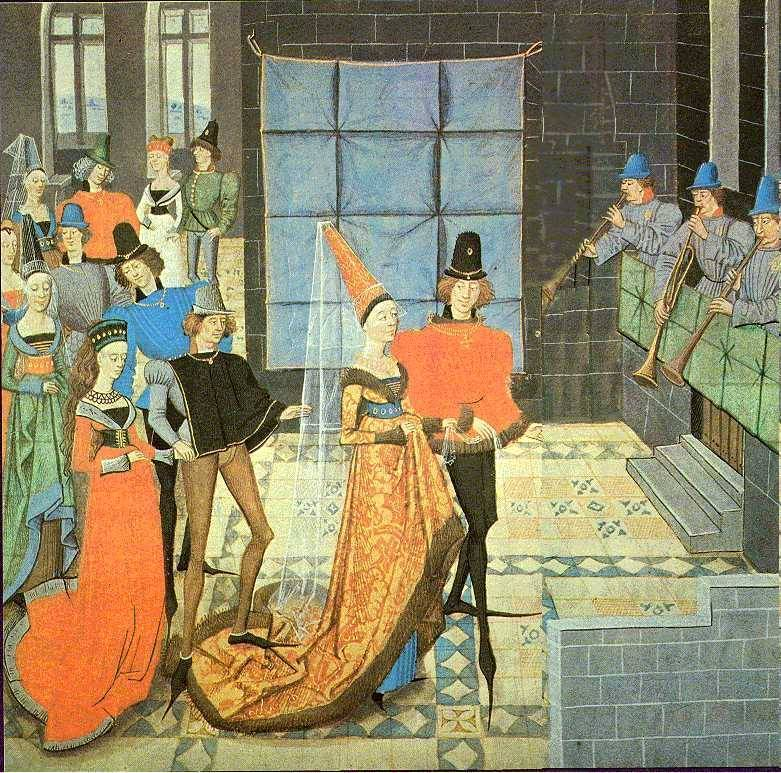
Basse danse à la cour de Bourgogne.

Les danses médiévales sont relativement peu connues, ayant laissé peu de traces écrites. Si quelques chroniques du temps en parlent, aucune ne les décrit, de sorte qu'il est aujourd'hui quasiment impossible de savoir comment elles se dansaient.
Quant aux genres théâtraux dansés de l'époque romaine qu'étaient le mime et la pantomime, le premier subsiste, vaille que vaille mais le second disparait.

## Liste de danses médiévales
Parmi les danses dont les noms sont parvenus jusqu'à nous, citons :
- la carole, terme générique
- le ductia (XIIe et XIIIe siècles)
- l'estampie (XIIIe siècle)
- le branle (XIVe siècle)
- le saltarello (XIVe siècle)
- la tresque (XIVe siècle)
- la basse danse (fin du XIVe siècle)
- la tarentelle (XVe siècle)
- la moresque, ou mauresque
- la pavane
- le tourdion

## Sources

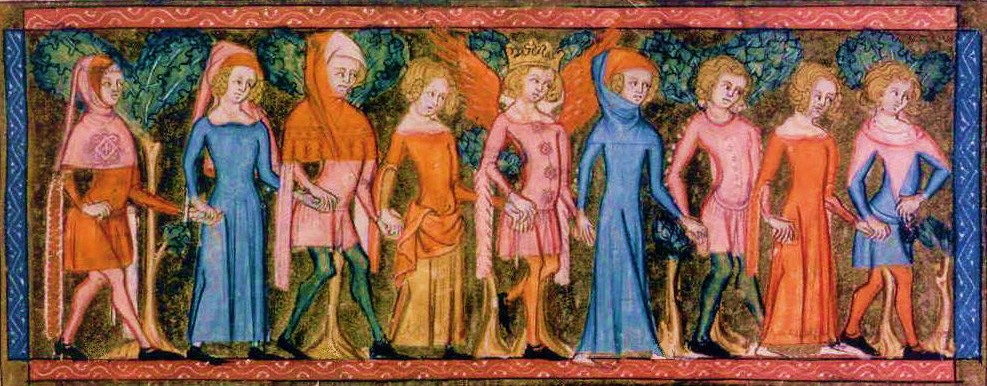
Danse, enluminure du XIVe siècle.

Peu de sources existent pour la danse médiévale avant les traités italiens du XVe siècle et le recueil des basses danses de la cour de Bourgogne. Les seules sources disponibles auparavant doivent être cherchées dans les partitions musicales, la littérature, les chroniques et l'iconographie.
On citera toutefois le traité du Parisien Jean de Grouchy intitulé De musica, datant de 1350 environ.